# Clinteria fraterna
Clinteria fraterna är en skalbaggsart som beskrevs av Miksic 1977. Clinteria fraterna ingår i släktet Clinteria och familjen Cetoniidae. Inga underarter finns listade i Catalogue of Life.